# Pohlia stewartii
Pohlia stewartii är en bladmossart som beskrevs av Edwin Bunting Bartram 1955. Pohlia stewartii ingår i släktet nickmossor, och familjen Bryaceae. Inga underarter finns listade i Catalogue of Life.